# سامبا كامارا
سامبا كامارا (بالفرنسية: Samba Camara)‏ (14 نوفمبر 1992 بلو هافر في فرنسا - ) هو لاعب كرة قدم فرنسي في مركز الدفاع. لعب كامارا مع نادي لوهافر، ونادي سيفاسبور التركيّ.

## السيرة المهنية
وقَّع كامارا عقدًا مع نادي نيو إنغلاند ريفولوشن بتاريخ 23 ديسمبر عام 2019، ولكن فشلت الصفقة في 20 يناير 2020 بعدما رفض السلطات طلبه للحصول على تأشيرة إقامة.

## روابط خارجية
- سامبا كامارا على موقع اتحاد تركيا (لاعب) (الإنجليزية)
- سامبا كامارا على موقع قاعدة بيانات كرة القدم.إي يو (الإنجليزية)
- سامبا كامارا على موقع ليكيب (الفرنسية)
- سامبا كامارا على موقع ناشيونال فوتبول تيمز (الإنجليزية)
- سامبا كامارا على موقع Soccerway.com (الإنجليزية)
- سامبا كامارا على موقع عالم كرة القدم.نت (الإنجليزية)